# 中興戲院都市更新案

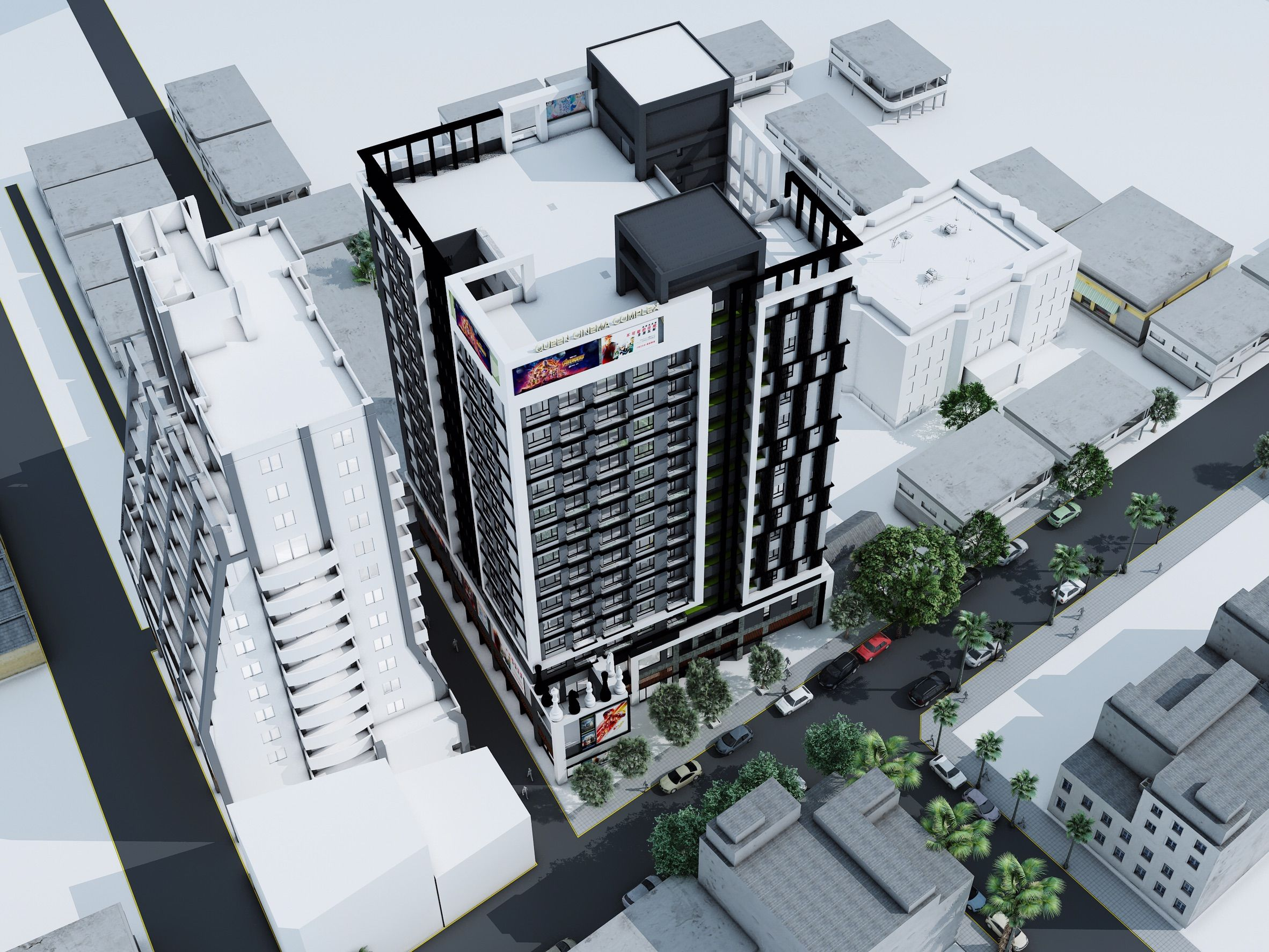
中興戲院都更案（文康A案）建築立體模擬圖（吳餘輝建築事務所設計）

中興戲院都市更新案、中興戲院都更案，或作文康A都更案，簡稱文康A，中華民國澎湖縣政府第一起核定之都市更新案，都更範圍位於澎湖縣馬公市中興里的文康街商圈（道路北端西側），主管單位為澎湖縣政府建設處，2020年7月17日起核准實施，起建地下2層、地上14層樓的公寓大廈，預計2023年施工完畢。

## 過程
2016年8月19日由馬公段1621-80地號等13筆土地地主籌組「中興戲院更新會」，9月29日更新會經各個所有權人同意通過事權併送，10月6日澎湖縣政府核准立案，10月29日召開成立大會，首任理事長為地主之一的廖進昌，同年11月22日依法申請事業計畫以及權利變換計畫之報核。2019年元月4日與元月5日，澎湖縣政府第3會議室舉辦各舉辦一場公聽會和聽證會，與會成員有機關代表、專家學者、土地所有權人以及鄰地關係人等。
澎湖縣政府後陸續核准成立四個更新會，更新會成員、澎湖縣政府以及廠商多方協調與會，而全案牽涉的基地位於馬公市中正路、民生路、文化路、樹德路所圍街廓內，土地共有13筆，面積總計1774平方公尺，權利人數達107人，都市更新法定程序必須建築設計、估價、會員大會同意、權利變換選屋、公開抽籤、公開展覽、公聽會、聽證會等流程，費時四年。
2019年1月10日，所有地主悉數同意以「事權併送」與「重建」方式辦理自主更新，而於5月22日間提送澎湖縣政府的「都市更新審議及爭議處理審議會」，進行第一次審議，由澎湖縣建設處逐一確認全案的容積獎勵、建築法規、權利價值及維護管理等議題，總計召開三次的審議會，2020年1月9日召開第3次審議會後，決議原則予以通過，正式於2020年7月17日核定發布實施。

## 計畫
「文康A都更案」由杰新實業股份有限公司協議出資，融資信託單位為華泰銀行，建築設計為吳餘輝建築事務所，承攬施工單位為金富譽營造股份有限公司，都更後將興建地下2層、地上14層之鋼筋混凝土結構建築物，除了三樓至十四樓挪為公寓住戶（129戶）之外，一樓、二樓尚有開辦商場（17戶店鋪）和電影院的規畫，以期可增設機車停車格，連同73格小客車的車位，並採用無障礙設施、人行步道、街角廣場等友善空間都市設計，全棟採綠建築工法，並預計於2023年完工。
澎湖縣政府建設處3樓，陳列有「文康A案」之計畫書與圖像開放予民眾閱覽，其公文為「府建城字第1090042193號」，都更案名「擬訂澎湖縣馬公市馬公段1621-80地號等13筆土地都市更新事業計畫暨權利變換計畫案」。
| 案名                          | 擬訂澎湖縣馬公市馬公段1621-80地號等13筆土地都市更新事業計畫暨權利變換計畫案 | 擬訂澎湖縣馬公市馬公段1621-80地號等13筆土地都市更新事業計畫暨權利變換計畫案 | 擬訂澎湖縣馬公市馬公段1621-80地號等13筆土地都市更新事業計畫暨權利變換計畫案 | 擬訂澎湖縣馬公市馬公段1621-80地號等13筆土地都市更新事業計畫暨權利變換計畫案 | 擬訂澎湖縣馬公市馬公段1621-80地號等13筆土地都市更新事業計畫暨權利變換計畫案 | 擬訂澎湖縣馬公市馬公段1621-80地號等13筆土地都市更新事業計畫暨權利變換計畫案 | 擬訂澎湖縣馬公市馬公段1621-80地號等13筆土地都市更新事業計畫暨權利變換計畫案 |
| 協議出資暨 代辦單位           | 杰新實業股份有限公司                                                        | 杰新實業股份有限公司                                                        | 建築設計                                                                    | 吳餘輝建築事務所                                                            | 吳餘輝建築事務所                                                            | 都更規劃                                                                    | 安杰建設開發股份有限公司                                                    |
| 土地使用及環境設計資料        |                                                                             |                                                                             |                                                                             |                                                                             |                                                                             |                                                                             |                                                                             |
| 基地使用分區                  | 商業區（商 A-1）                                                            | 法定建蔽率                                                                  | 80%                                                                         | 法定汽車停車位                                                              | 78 輛                                                                       | 各樓層使用概況                                                              | 各樓層使用概況                                                              |
| 基地使用分區                  | 商業區（商 A-1）                                                            | 法定建蔽率                                                                  | 80%                                                                         | 法定汽車停車位                                                              | 78 輛                                                                       | 地下一層                                                                    | 防空避難室、停車格、 機房、台電配電室                                       |
| 基地面積                      | 1730.77 m2                                                                  | 實設建蔽率                                                                  | 65.48%                                                                      | 實設汽車停車位                                                              | 73 輛                                                                       | 地下二層                                                                    | 防空避難室、停車格、機房                                                    |
| 總樓地板面積                  | 15150.43 m2                                                                 | 法定容積率                                                                  | 400%                                                                        | 法定機車停車位                                                              | 免設                                                                        | 地面層暨低層部                                                              | 店鋪（零售業）、 電影院、門廳、 公共設施等                                  |
| 住宅使用容積                  | 8576.67 m2                                                                  | 實設容積率                                                                  | 598.12%                                                                     | 實設機車停車位                                                              | 16 輛                                                                       | 地面層暨低層部                                                              | 店鋪（零售業）、 電影院、門廳、 公共設施等                                  |
| 商業使用容積                  | 1670.64 m2                                                                  | 住戶數                                                                      | 129 單元                                                                    | 法定裝卸停車位                                                              | 免設                                                                        | 地面層暨低層部                                                              | 店鋪（零售業）、 電影院、門廳、 公共設施等                                  |
| 其他使用容積 （停車場、機房） | 2592.10 m2                                                                  | 商業單元                                                                    | 18 單元                                                                     | 實設裝卸停車位                                                              | 0 輛                                                                        | 標準層                                                                      | 管理委員會使用空間、 集合住宅                                               |
| 地下層樓板面積 地下開挖規模   | 1332.19 m2                                                                  | 最大樓層數                                                                  | 14 層                                                                       | 更新戶數                                                                    | 前：17 戶 後：147 戶                                                        | 標準層                                                                      | 管理委員會使用空間、 集合住宅                                               |
| 地下層樓板面積 地下開挖規模   | 1332.19 m2                                                                  | 建築物高度                                                                  | 49.8 m                                                                      | 留設人行步道情形                                                            | 150.38 m2                                                                   | 頂層部                                                                      | 集合住宅                                                                    |
| 地下層樓板面積 地下開挖規模   | 1332.19 m2                                                                  | 屋頂突出物高度                                                              | 8.2 m                                                                       | 留設人行步道情形                                                            | 150.38 m2                                                                   | 頂層部                                                                      | 集合住宅                                                                    |

## 開工
都更案表訂拆除的建物（一樓即中興電影城）建於1962年，當時附近尚有舞台戲院、冰菓室、撞球間、漫畫店、牛肉麵店及理髮店，曾是國軍士兵和在地民眾休閒娛樂場所之一，繁華一時，今建物老舊，且產業轉型，多已轉業。
2020年8月18日，澎湖縣政府舉辦「中興戲院舊建物拆除典禮」，與會者除了「自主更新會」會長廖進昌及其成員，時任澎湖縣長賴峰偉、澎湖縣議長劉陳昭玲及其他議員等亦赴現場共襄盛舉，敲下拆除老舊屋舍的第一支槌。

## 外部連結
- 文康首席[]
- 全國法規資料庫－都市更新條例（页面存档备份，存于）
- 澎湖縣政府建設處（页面存档备份，存于）
- 澎湖縣政府建設處的Facebook專頁
- 澎湖都市更新小學堂的Facebook專頁